# Caroline Criado Perez
Caroline Emma Criado-Perez (ur. 1 czerwca 1984) – brytyjska ekonomistka, pisarka, dziennikarka, działaczka na rzecz praw kobiet i feministka. Oficer Orderu Imperium Brytyjskiego. 
Jej pierwszy ogólnokrajowy projekt, który nosił nazwę „The Women's Room”, miał na celu zwiększenie obecności kobiet w mediach.
W swojej drugiej kampanii sprzeciwiła się usunięciu wizerunku jedynej (poza królową Elżbietą II) kobiety z brytyjskich banknotów, co doprowadziło do ogłoszenia w 2013 roku przez Bank Anglii, że wizerunek Jane Austen pojawi się na banknocie o nominale 10 funtów do 2017 roku. W 2017 roku brytyjski dziennik The Guardian poinformował o stworzeniu banknotu z jej podobizną.  
W rezultacie tej kampanii Criado-Perez oraz inne kobiety zaczęły otrzymywać wiadomości z groźbami na Twitterze. To wydarzenie w późniejszym czasie skłoniło zarządzających serwisem do ogłoszenia planu usprawnienia procedur składania skarg na tej platformie. 
Z kolei jej trzecia kampania miała na celu zachęcenie władz Londynu do wzniesienia pomnika Millicent Fawcett na Parliament Square, który odsłonięto w kwietniu 2018 w ramach obchodów stulecia uzyskania praw wyborczych przez kobiety w Wielkiej Brytanii. 
Jej książka z 2019 pod tytułem Invisible Women: Exposing Data Bias in a World Designed for Men została przetłumaczona na wiele języków i ogłoszona bestsellerem na łamach The Sunday Times.

## Życiorys
Urodziła się w Brazylii. Jest córką Carlosa Criado-Pereza, oraz Alison – dyplomowanej pielęgniarki, która współpracowała z organizacją Lekarze bez Granic w ramach wielu misji pomocy humanitarnej. Ze względu na charakter pracy ojca, mieszkała w kilku krajach, między  innymi w Hiszpanii, Portugalii i na Tajwanie. Kiedy miała 11 lat, jej ojciec przeprowadził się do Holandii, a ona rozpoczęła naukę w Oundle School. Nie podobała jej się panująca tam, jak to określiła, „kultura zastraszania”.
Przez kilka miesięcy pisała artykuły dla firmy z branży farmaceutycznej. Studiowała filologię angielską na Uniwersytecie Oksfordzkim. Badania nad problematyką relacji między językiem a płcią i seksualnością, oraz jedna z książek Debory Cameron sprawiły, że Criado-Perez stała się aktywną feministką.
W 2012 roku zajęła drugie miejsce w konkursie Student Writing Competition, zorganizowanym przez London Library. Otrzymała w nim nagrodę pieniężną w wysokości 1000 funtów. W 2013 studiowała w London School of Economics.
W artykule dziennikarki Cathy Newman opublikowanym w czerwcu 2013 w The Daily Telegraph Criado-Perez skomentowała że: „kultura w której żyjemy, składa się z drobnych seksistowskich aktów, które można po prostu zignorować, ale gdy pomyśli się o nich zbiorowo, zaczyna się dostrzegać pewien schemat”.

## Kampanie

### Obecność kobiet w mediach
W listopadzie 2012 roku wraz z Catherine Smith zaczęła przekonywać dziennikarzy do zwiększenia reprezentacji kobiet w mediach. Bezpośrednim powodem takiego rozwoju sytuacji były dwie audycje w BBC Radio 4 o nazwie Today emitowane w kolejne dni października, których tematem były zapobieganie zachodzeniu w ciążę przez nastolatki oraz zagadnienie raka piersi. Nie wzięła w nich jednak udziału żadna specjalistka z tych dziedzin. Prowadzący audycję John Humphrys zadał pytanie: „Czy gdybyś był kobietą, nie wahałbyś się pójść na mammografię?”. Jednym z rozmówców na temat ciąż u nastolatek był Anthony Seldon, dyrektor Wellington College. Criado Perez napisała, że Seldon nie może być autorytetem w zakresie omawianego tematu.
W kwietniu 2013 w wyniku kontrowersji dotyczącej utworzenia na Wikipedii osobnej podkategorii dla amerykańskich powieściopisarek, miała ona powiedzieć: „Utrwala to ideę, że mężczyzn nie trzeba w żaden sposób wyróżniać, podczas gdy kobiety nadal są postrzegane jako wyjątki”.

### Obecność kobiet na brytyjskich banknotach
W drugiej kampanii skrytykowała decyzję Banku Anglii o zastąpieniu wizerunku Elizabeth Fry Winstonem Churchillem na banknocie 5-funtowym, co spowodowało, że żaden spośród znajdujących się w obiegu banknotów nie przedstawiał na rewersie kobiety. Odrzucając Churchilla jako „kolejnego białego mężczyznę”, Criado-Perez wskazała, że ustawa o równości z 2010 r. zobowiązuje instytucje publiczne do „eliminowania dyskryminacji”, podczas gdy brak jest dowodów na to, że Bank działał w tej sprawie z wymaganą „należytą uwagą”, ponieważ szczegóły procesu decyzyjnego nie zostały ujawnione publicznie. Criado-Perez spotkała się w tej sprawie z Victorią Cleland i Chrisem Salmonem.
Kampania, która zyskała poparcie 35 000 osób i wsparcie finansowe na potencjalne działania prawne skłoniła Marka Carneya, nowo mianowanego Prezesa Banku Anglii, do ogłoszenia, że wizerunek Jane Austen pojawi się na nowym banknocie 10-funtowym, zastępując wizerunek Churchilla.
W artykule w London Evening Standard we wrześniu 2017 r. Criado-Perez napisała, że przekaże swoją pierwszą „dziesiątkę z podobizną Austen” lokalnemu schronisku dla kobiet. W jej ślady poszły także inne osoby, które przekazały swoje banknoty na cele charytatywne.

### Groźby w mediach społecznościowych
Decyzja Banku Anglii wywołała liczne groźby, w tym gwałtu i morderstwa, kierowane pod adresem Criado-Perez i innych kobiet. Perez stwierdziła, że otrzymuje około 50 takich wiadomości na godzinę, i uznała za niewystarczającą sugestię, aby wypełniła formularz internetowy na Twitterze, w którym szczegółowo opisałaby to czego doświadczyła. Criado-Perez powiedziała że w rezultacie gróźb na Twitterze „nie mogła jeść ani spać”. Później skomentowała: „Nie wiem, czy miałam jakieś załamanie. Nie byłam w stanie funkcjonować, nie byłam w stanie normalnie się komunikować”.
Chociaż czuła, że Twitter przejmuje kontrolę nad jej życiem, nie brał on wówczas żadnej odpowiedzialności za treść tweetów, a jedynie radził użytkownikom, aby skontaktowali się z odpowiednimi władzami. Criado Perez powiedziała, że kampania nadużyć, wywołana przez drobny problem, „pokazuje, że nie chodzi o to, co robią kobiety, nie chodzi o feminizm. Chodzi o to, że niektórzy mężczyźni nie lubią kobiet w przestrzeni publicznej”. Jej zdaniem: „Mężczyźni są atakowani, ponieważ powiedzieli lub zrobili coś, co się komuś nie podoba, podczas gdy kobiety są atakowane, ponieważ są widoczne”.
Stella Creasy, posłanka Partii Pracy, która brała udział w kampanii Criado Perez na rzecz obecności kobiet na brytyjskich banknotach, była jedną z osób, które padły ofiarą podobnych prześladowań. Pod koniec lipca aresztowano w tej sprawie mężczyznę i kobietę. Do dnia 2 sierpnia petycja internetowa wzywająca do wprowadzenia na Twitterze możliwości zgłaszania nadużyć przez użytkowników serwisu zebrała 110 000 podpisów.
3 sierpnia dyrektor generalny Twittera w Wielkiej Brytanii, Tony Wang, ogłosił, że użytkownicy będą mogli za pomocą jednego kliknięcia zgłaszać obraźliwe tweety i przeprosił kobiety, które padły ofiarą nadużyć.
Jeszcze w lipcu 2013 roku felietonista Owen Jones, w wyniku swojej kampanii przeciwko polityce Twittera, opisał Criado Perez jako „genialną wojowniczkę”.

### Pomnik Millicent Fawcett
8 marca 2016 Criado Perez zauważyła brak jakiegokolwiek pomnika kobiety na placu Parliament Square. Wszystkie pomniki postawione w tym miejscu, upamiętniały mężczyzn.
Rozpoczęła więc kampanię na rzecz zmiany tego stanu rzeczy. Napisany przez nią w tej sprawie list do nowo wybranego burmistrza Londynu Sadiqa Khana, opublikowany w maju 2016 przez The Daily Telegraph, podpisała między innymi Emma Watson. Khan wkrótce wyraził na to zgodę, lecz nie określił lokalizacji pomnika. Petycję w sprawie upamiętnienia jednej z sufrażystek na Parliament Square podpisało ponad 84 000 osób. Na spotkaniu zorganizowanym przez Fawcett Society zaproponowano by była to Millicent Fawcett. Criado Perez zgodziła się.
W kwietniu 2017 roku Sadiq Khan ogłosił, że Gillian Wearing otrzymała zlecenie na stworzenie statuy Millicent Fawcett. Później potwierdzono że będzie ona pierwszą kobietą której pomnik stanie na Parliament Square. Odsłonięto go dokładnie w setną rocznicę uzyskania praw wyborczych przez kobiety w Wielkiej Brytanii.

## Nagrody i wyróżnienia
Za swoją pracę na rzecz ochrony wizerunku kobiet na brytyjskich banknotach Criado Perez otrzymała w listopadzie 2013 nagrodę obrończyni praw człowieka przyznawaną przez grupę Liberty. W tym samym roku znalazła się również na liście 100 kobiet BBC. Odznaczono ją też Orderem Imperium Brytyjskiego za zasługi na rzecz równości i różnorodności, zwłaszcza w mediach. W 2019 zdobyła nagrodę Royal Society Science Books Prize oraz nagrodę Financial Times Business Book of the Year za książkę Invisible Women: Exposing Data Bias in a World Designed for Men.

## Książki
- Caroline Criado Perez: Do It Like a Woman ... and Change the World. Londyn: Portobello, 2015. ISBN 978-1-846-27581-4. OCLC 910165461. Brak numerów stron w książce
- Caroline Criado Perez: Invisible Women: Exposing Data Bias in a World Designed for Men. Nowy Jork: Abrams, 2019. ISBN 978-1-683-35314-0. OCLC 1111651744. Brak numerów stron w książce